# 宮古エフエム放送
宮古エフエム放送株式会社（みやこエフエムほうそう）は、岩手県宮古市の一部地域を放送区域として超短波放送（FM放送）を営む特定地上基幹放送事業者である。みやこハーバーラジオの愛称でコミュニティ放送を行っている。本州最東端のラジオ局でもある。

## 概要
前身は東日本大震災による臨時災害放送局のみやこさいがいエフエム。みやこさいがいエフエムの臨時災害放送局の免許が2014年3月までであったことから、宮古市における放送局の恒常化を目的として宮古エフエム株式会社が2013年3月27日に設立された。開局に当たっては、宮古市が総務省の補助金1億8300万円を活用し、スタジオや中継局を整備した。
2013年（平成25年）8月26日にみやこさいがいエフエムを引き継ぐ形で周波数82.6MHz、コールサインはJOZZ2BI-FM、愛称はみやこハーバーラジオで開局。開局時点では月山送信所（20W）・茂市中継局（20W）・和井内中継局（10W）の1送信所・2中継局体制であった。
また、開局から2014年3月31日までは、みやこたろうさいがいエフエムで宮古エフエム放送の番組が再送信されていた。

## 沿革
- 2013年
  - 3月27日 - 宮古エフエム放送株式会社が設立。
  - 8月26日 - みやこさいがいエフエムを引き継ぐ形で、みやこエフエム放送（みやこハーバーラジオ）が開局、放送開始。みやこたろうさいがいエフエムにて番組の再送信を実施。
- 2014年
  - 3月31日 - みやこたろうさいがいエフエムの廃局に伴い再送信終了。
- 2022年
  - 3月22日 - キャトル宮古（旧宮古サティの建物）閉鎖に伴い、本社を三陸鉄道本社1階に、スタジオをイーストピアみやこ2階音楽スタジオに移転。同月28日通常放送再開。

## 主な番組
- おはよう潮風ラジオ
- ひるなび826
- ラジオサンセット

『おはよう潮風ラジオ』と『ひるなび826』はオープニングに「宮古市民歌」を流している。